# Cherlie Rivage
Œuvres principales
Mots d'Ailes (2015), Kadans (2021)
Cherlie Rivage est une poétesse, opératrice culturelle et linguiste haïtienne née le 25 mars à Saint-Jean du Sud, une commune du département du Sud.

## Biographie
Cherlie Rivage est née le 25 mars dans la commune de Saint-Jean du Sud. Elle a étudié à la Faculté Linguistique Appliquée,, une unité de formation et de recherche, composante de l'université d'État d'Haïti chargée de la formation de linguistes et de chercheurs dans le domaine de la linguistique.
Passionnée de livres, elle est linguiste, bibliothécaire, poétesse et opératrice culturelle. Elle a une passion pour l’Éducation aux Droits Humains. En conséquence, elle a fait une étude à l'Institut International des Droits de l'Homme-Fondation René Cassin,. Elle écrit de la poésie dans l’objectif d’insuffler un peu d’amour et d’humanité au monde entier.
Cherlie Rivage est membre du Comité des femmes écrivaines du Centre Pen Haïti. En outre, elle fait partie du Podium Littéraire Unis pour un Mouvement d’Écriture (PLUME). En tant qu’écrivaine, elle a plusieurs recueils à son actif parmi lesquels on peut citer : « Mots d’Ailes »   publié en 2015 aux Éditions des Vagues et «Kadans» ,, en 2021 à la maison d’édition Floraison.
Elle a pris part au deuxième colloque organisé par le Laboratoire LangSÉ avec son article intitulé «L’analogie dans le processus de lexicalisation et de sémantisation en créoles guadeloupéen, guyanais, haïtien et martiniquais». Cet article a été publié aux Éditions Lambert-Lucas.
L'auteure de Kadans est cofondatrice, Responsable et Gestionnaire de contenus du Banquet poétique, une plateforme où sont publiés quotidiennement, sous des formes plus ou moins variées, des poèmes  et qui organise aussi le festival "Les Rendez-vous de la Poésie Contemporaine" organisé du 19 au 23 avril 2021, se tient dans le département du sud.

## Œuvres
- Mots d'Ailes paru en 2015 aux Éditions des Vagues
- Kadans publié en 2021 à la Maison d'édition Floraison